# Funifera insulae
Funifera insulae är en tibastväxtart som beskrevs av L.I. Nevling. Funifera insulae ingår i släktet Funifera och familjen tibastväxter. Inga underarter finns listade i Catalogue of Life.